# Sanne Ledermann
Susanne (Sanne) Ledermann (Berlijn, 7 oktober 1928 - Auschwitz-Birkenau, 19 november 1943) was een Duits-joods meisje dat door de nazi's werd vermoord in het concentratiekamp Auschwitz. Susanne is vooral bekend om haar vriendschap met dagboekschrijver Anne Frank en haar zus Margot Frank.

## Leven en familie
Sanne werd geboren in Berlijn, de jongste van twee dochters van Franz Ledermann, advocaat en muzikant, en Ilse Citroën-Ledermann, een pianiste. In 1933, toen de NSDAP aan de macht kwam, emigreerden de Ledermanns, die met de dood bedreigd werden omdat ze joods waren, naar Amsterdam.
Sanne werd toegelaten tot de Jekerschool, waar ook haar zus Barbara en Margot Frank werden toegelaten. Later in 1940 zat ook Eva Schloss, de uiteindelijke stiefzus van Anne Frank, in de klas bij Sanne. In 1940 vielen de Duitsers Nederland binnen en moest Sanne verhuizen naar een joodse school. Hanneli Goslar en Anne verhuisden naar een andere joodse school. Sanne had echter nog steeds goede contacten met zowel Anne als Hanneli en was lid van de pingpongclub Kleine Beer Minus Twee, genoemd naar het sterrenbeeld Kleine Beer, gevormd door haar vrienden. In juli 1942 dook Anne onder, zonder dat Sanne dit wist.
Op 20 juni 1943 werden de Ledermanns gearresteerd door de nazi's. Ze werden op transport gesteld naar het doorgangskamp Westerbork en op 16 november naar het vernietigingskamp Auschwitz gedeporteerd.
De zus van Sanne, Barbara, wist te ontsnappen aan de vervolging dankzij haar contacten met de Nederlandse ondergrondse. Barbara emigreerde naar de Verenigde Staten en trouwde later met de Nobelprijswinnende biochemicus Martin Rodbell.
- Gemeinsame Normdatei: 1243076445
- Virtual International Authority File: 1162163464541005680002